# 42 M. Vécsey kézigránát
A 42 M. (Vécsey) kézigránát egy Magyarország által kifejlesztett és gyártott gyalogsági kézigránát volt, melyet a második világháború alatt használtak.

## Előzmények
A honvédség korábbi kézigránáttípusai, a 31 M. (Wesiczky), 36 M. (Vécsey) és 37 M. (Demeter) kézigránátok nem késleltető gyújtóval készültek. Becsapódáskor robbantak, ami számos előnnyel járt: az ellenség nem dobhatta vissza őket; lejtős, vagy függőleges felületekre való dobásnál nem gurultak el; és ahogyan az a háború alatt kiderült, közelharcban is beváltak, mivel a támadó ellenséghez vágva is azonnal robbantak. Azonban hátrányaik is voltak. Fenti sajátosságaik miatt kevéssé voltak alkalmasak erdei harcra, ahol fennállt a veszélye annak, hogy a faágaknak csapódó gránát a dobót is megsebzi, illetve páncélosok elleni vagy helységharcra, ahol a gránátot ablakon vagy csapóajtón kell beejteni. Erre a célra a német hadseregben is használatos késleltető gyújtós kézigránátok feleltek meg. A 36 M. kézigránát tervezője, Vécsey Zoltán százados 1942-ben mutatta be az új követelmények szerint elkészített gránátját, amelyet a következő évben rendszeresítettek is, nagyobb számban azonban már csak 1944-ben került a csapatokhoz.

## 42 M. éles kézigránát
A csapódáskor robbanó 36 M. kézigránátot és a késleltető gyújtós 42 M. kézigránátot egymást kiegészítve, mindig az adott célnak megfelelően kiválasztva használták.

### Leírása
Fanyelű nyeles kézigránát, bádoglemezből készült fejrésszel. Bár ez is időzítő gyújtóval működik, kialakítása és működési elve eltér a német nyelesgránátokétól. A nyél végén lévő, és a fejrész üregébe nyúló csőben elhelyezett gyutacsot nem egy húzózsinórral működő dörzsgyújtó, hanem a dobás lendületétől megfeszülő, majd visszacsapó rugó hatására a csappantyúba mélyedő ütőszeg hozza működésbe.
A nyélen egy fémből készült szállítási biztosíték van átdugva, amely az összeszerelt kézigránát csappantyújától biztonságosan távol tartja a működtető szerkezet ütőszegét. A biztosíték textilszalagja a nyélre van tekerve, és a biztosítószeg végén átvezetett fémzárral le van zárva. A nyélbe rejtett működtető szerkezetet magába foglaló acélcső rovátkolt, ami a kézigránát repeszhatását növeli. A cső lekerekített sarkú négyzet keresztmetszetű, és egy sík lemez összehajtásával készült. A nyelet lezáró kupaknak két különböző változata ismert. A fejrész felső része menetes, alsó részén pedig ugyanilyen méretű anyamenettel van ellátva, így több fejrész összecsavarásával úgynevezett nyújtott töltet készíthető, amely húzózsinór segítségével, megfigyelt aknaként is működhet.

### Festése
A vegyileg feketére színezett (barnított) fejrészen három körbefutó festett piros csík különbözteti meg a gyakorló kézigránáttól.

### Jelzései
A fejrészbe és a nyelet lezáró kupakba a gyártó cég jelzése és a gyártási év utolsó két évszáma van beütve, a biztosítószeget rögzítő fémzárba korona van sajtolva.

### Szállítása
30 db kézigránát és 30 db robbanó gyutacs (utóbbiak 3 db, egyenként 10 gyutacsot tartalmazó légmentesen lezárt hengeres papírdobozban) egy vasalt kézigránát ládában. A láda tömege 12,5 kg.
Harcban az összeszerelt, de még szállítási biztosítékkal ellátott kézigránátot a kenyértarisznyában (esetleg a derékszíjba dugva) hordták.

## 42 M. gyakorló kézigránát
A kék csíkokkal jelölt, robbanótöltetet nem, csupán csappantyút tartalmazó gránátokat az élesítés és a helyes dobás begyakorlására használták. Szerkezetileg megegyezik az éles kézigránáttal.

## 42 M. oktató kézigránát
Fából készült vasalt fejrészű kiképzőeszköz a célbadobás gyakorlására.

## Előkészítése és működése
Élesítéshez a fejrészt le kell csavarni, és a nyélből kinyúló csőbe kell behelyezni a gyutacsot. Ezután a fejrészt vissza kell csavarni. A még mindig szállítási biztosítékkal ellátott kézigránát ezzel élesítve van.
Dobás előtt a biztosíték textilszalagját a biztosító fémzárat elszakítva le kell tekerni a nyélről, majd ki kell húzni a biztosítószeget. Ezt követően el kell dobni a kézigránátot. A működéshez elengedhetetlenül szükséges a lendítéskor fellépő tehetetlenségi erő, amelynek hatására a fejrész a rugók ellenében eltávolodik a nyéltől, majd visszacsapódik. A működtető szerkezet ütőszegének ekkor vágódik neki a csappantyú. Nem kellően meglendített kézigránát nem fog felrobbanni.
Lehetséges a fejrészt az eldobás előtti pillanatban meghúzva és elengedve is működésbe hozni a gyújtószerkezetet, ezt abban az esetben használták, ha a gránátot lendítés nélkül kellett például ablakon vagy harcjármű búvónyílásán át bedobni. Hasonló módon, az önmagában, vagy több fejrész összecsavarásával nyújtott töltetté alakított kézigránátot biztos fedezékből, a nyél végén lévő elhúzókarikához erősített zsinórral meghúzva megfigyelt aknaként is használhatták.
Az eltávolított szállítási biztosítékú kézigránát leejtéssel szemben csaknem érzéketlen, és kellő óvatossággal rövid ideig hordani is lehet, ilyenkor azonban érdemesebb a biztosítószeget visszahelyezni.
A hosszabb ideig tárolt, előzőleg élesített kézigránátból a gyutacsot ki kell szerelni. A gyutacs bentlétét a biztosítószeg feletti nyílás segítségével lehet ellenőrizni az összeszerelt gránáton: ha a furaton át lehet látni, a nyélben nincs gyutacs.

## A háború után
A 42 M. Vécsey kézigránát azon kevés harceszköz egyike, amely túlélte a háborút és az azt követő első néhány évet, és csaknem változatlan formában gyártották évtizedekig.
Az 1948-ban ismét rendszerbe állított, és ezért 48 M.-nek (vagy 42/48 M.-nek) nevezett kézigránát alig különbözött elődjétől: ekkor jelent meg a fanyél felső végének acélgyűrűvel való megerősítése, ugyanakkor az eddig bakelitből készült ütőszegtartó tömböt fémlemezből sajtoltra cserélték. Ezek az eltérések a működést nem befolyásolják, csupán az azonosításhoz nyújtanak segítséget, bár erre a jól láthatóan elhelyezett és a gyártás dátumát is tartalmazó beütött jelzések is alkalmasak.
A nyél végének kialakítása is változott, ez azonban már csak az 50-es évek elején következett be, az 1950-ben gyártott kézigránátok még a világháborús mintát követik.
A 48 M. kézigránátnak az elődhöz hasonlóan elkészítették kék csíkos gyakorló és sárga csíkos oktató változatát is. A célbadobás gyakorlására fekete tömör gumigránátok is készültek.
Az egyetlen lényeges változtatás az 1958-ban bevezetett és a gránát fejrészére csavarható öntöttvas hatásnövelő burok rendszeresítése volt, amely a gránát tömegét 744 grammra, amúgy viszonylag csekély repeszhatását pedig 350 méterre növelte.
Mára a kézigránát gyártása befejeződött, és e kitűnő típus pályafutása lassan véget ér.